# 74e brigade de fusiliers motorisés de la Garde
Pour les articles homonymes, voir 74e brigade.
« 94e division de fusiliers de la Garde » redirige ici. Pour les articles homonymes, voir 94e division.
La 74e brigade de fusiliers motorisés de la Garde est une formation militaire de la 41e armée combinée des Forces terrestres russes, qui fait partie du district militaire central, stationnée à Iourga, dans l'oblast de Kemerovo, en Russie.
La 74e brigade est l'héritière de la 94e division de fusiliers de la Garde « Zvenigorod-Berlin », ordre de Souvorov, anciennement membre du groupe des forces soviétiques en Allemagne.

## Histoire

### Seconde Guerre mondiale
La 94e division de fusiliers de la Garde est formée le 23 avril 1943 dans l'est de l'Ukraine par renforcement des 14e (de la Garde) et 96e brigades de fusiliers. L'unité participe à la libération du sud de l'Ukraine jusqu'en 1943 et en 1944 au sein de la 5e armée de choc. Elle finit la guerre au sein de cette armée dans les rues de Berlin.
Rattachée après-guerre au 26e corps de fusiliers de la Garde de la 5e armée de choc, la 94e division est transférée dans la 3e armée de choc lorsque la 5e armée est dissoute fin 1946. Elle est en garnison à Schwerin,. En 1957, c'est l'une des rares divisions à être réorganisée en une division de fusiliers motorisés tout en conversant son numéro d'origine. Au milieu des années 1980[réf. nécessaire], elle est transférée dans la 2e armée de chars de la Garde jusqu'à son retrait d'Allemagne de l'Est en 1991.

### Transformation en brigade
Après son arrivée en septembre 1993 à Iourga (près de Tomsk) dans le district militaire de Sibérie, elle est réorganisée pour devenir la 74e brigade de fusiliers motorisés de la Garde,. D'autres unités deviendront également une partie de la 74e brigade, notamment un bataillon du génie de la Garde et le 386e régiment de chars.
Le 30 décembre 1994, la brigade opère en Tchétchénie en tant que réserve, déployant plus de 3 000 soldats, 45 chars et 115 BMP-1 au combat. La brigade combat dans des combats de rue à Grozny. Selon les archives, la brigade perd plus de 120 soldats pendant la guerre.
Le 3 février 2005, le ministre russe de la Défense, Sergueï Ivanov, rend visite à la brigade et promet que d'ici la fin de 2006, la brigade sera entièrement composée de soldats professionnels et non de conscrits. Selon lui, celle-ci fait partie des unités les plus prêtes au combat parmi toute l'armée russe et promet également la construction d'une nouvelle caserne.
En 2005, le commandant est le général de division Farid Balaliev.

### Intervention russe dans la guerre civile syrienne
Des éléments de la brigade participent à l'intervention militaire russe dans la guerre civile syrienne.

### Invasion russe de l'Ukraine
La brigade est impliquée dans l'invasion russe de l'Ukraine à partir de 2022. L'ambassadrice ukrainienne aux États-Unis, Oksana Markarova, affirme qu'un peloton de la 74e brigade de fusiliers motorisés s'est rendu aux forces ukrainiennes près de Tchernihiv. Selon le personnel du peloton, il ignorait qu'il avait été « déployée en Ukraine pour tuer des Ukrainiens » et a refusé de se battre, ce qui sera nié par la Russie,.
Le 8 mars, la brigade effectue une traversée de la rivière Desna dans l'oblast de Tchernihiv, sans revers.
Des éléments de la brigade font partie des unités ayant tenté de traverser le Donets, près de Bilohorivka, entre le 8 et le 10 mai, lors de la bataille du Donets. Celle-ci aurait perdu au moins 485 hommes sur 550, et peut-être jusqu'à 1 500 sur 2 000 hommes et 80 véhicules. L'Institut pour l'étude de la guerre note que malgré leur précédente traversée réussie du fleuve, les commandants de la brigade ont peut-être sous-estimé l'amélioration de la capacité d'artillerie ukrainienne ou ont peut-être été incapables de contrôler les mouvements de troupes pendant la périlleuse traversée.

## Ordres de bataille

### En 1943-1945
La 94e division de fusiliers de la Garde est formée des unités suivantes :
- 283e régiment de fusiliers de la Garde
- 286e régiment de fusiliers de la Garde
- 288e régiment de fusiliers de la Garde
- 199e régiment d'artillerie de la Garde

### En 1955
La 94e division de fusiliers de la Garde est formée des unités suivantes :
- Quartier-général à Schwerin
- 283e régiment de fusiliers de la Garde, à Hagenow
- 286e régiment de fusiliers de la Garde, à Schwerin
- 288e régiment de fusiliers de la Garde, à Wismar
- 74e régiment de chars et d'automoteurs de la Garde, à Schwerin (rattaché à la division à partir de février 1957[18])
- 132e régiment d'obusiers d'artillerie, à Hagenow
- 199e régiment d'artillerie de la Garde, à Wismar
- 896e régiment d'artillerie antiaérienne, à Schwerin
- 100e divizion d'artillerie antichar, à Schwerin
- 115e bataillon de reconnaissance, à Schwerin
- 107e bataillon de sapeurs de la Garde, à Hagenow
- 159e bataillon de transmissions, à Schwerin
- 750e bataillon de transport automobile, à Schwerin
- 599e bataillon médico-sanitaire, à Schwerin.

### Dans les années 1980
La 94e division de fusiliers motorisés de la Garde est formée des unités suivantes (à Schwerin sauf indication contraire) :
- Quartier-général
- 204e régiment de fusiliers motorisés de la Garde
- 286e régiment de fusiliers motorisés de la Garde
- 288e régiment de fusiliers motorisés de la Garde, à Wismar
- 74e régiment de chars de la Garde
- 28e bataillon de chars
- 199e régiment d'artillerie automotrice, à Wismar
- 896e régiment antiaérien
- 1562e divizion de missiles
- 496e divizion antichar
- 12e bataillon de renseignement de la Garde
- 332e escadrille d'hélicoptères[20]
- 107e bataillon de sapeurs  de la Garde
- 159e bataillon de transmissions
- 365e bataillon de protection chimique
- 52e bataillon de réparation
- 90e bataillon médical
- 1130e bataillon de soutien matériel.

La division compte au début des années 1980 274 chars T-64, 283 BTR-60, 6 BTR-70, 101 BMP-1, 51 BMP-2, 14 BMP-1K, 36 canons automoteurs 2S1, 54 canons automoteurs 2S3, 36 obusiers D-30, 54 mortiers 2S12 et 18 lance-roquettes multiples BM-21. En 1987, 207 des 271 chars ont été remplacés par des T-80 (la dotation de 274 T-80 est atteinte en 1990).

### En 2022
Les unités de la brigade comprennent[source insuffisante] :
- QG de la 74e brigade indépendante de fusiliers motorisés de la Garde : Iourga
  - 867e bataillon de fusiliers motorisés
  - 873e bataillon de fusiliers motorisés
  - 880e bataillon de fusiliers motorisés
  - 13e bataillon blindé
  - 227e bataillon d'artillerie d'obusiers automoteurs
  - 230e bataillon d'artillerie d'obusiers automoteurs
  - 237e bataillon d'artillerie antichar
  - 243e bataillon de roquettes et d'artillerie antiaérienne
  - Total : 3 000 hommes